# 小槻匡遠
小槻 匡遠（おづき の ただとお、生年不詳 - 貞治5年/正平21年5月4日〈1366年6月12日〉）は、鎌倉時代から南北朝時代にかけての官人。左大史・小槻千宣の子。官位は正四位上・左大史。

## 経歴
正和5年（1316年）主殿頭に任官、文保2年（1318年）正五位下に叙せられ、元応2年（1320年）能登権介を兼ねた。元亨3年（1323年）父の小槻千宣が没すると、同年3月に匡遠は左大史に任ぜられ大夫史の地位を継いだ。
その後、造東大寺長官に任ぜられたほか、建武の新政では雑訴決断所や記録所の構成員を務める。建武3年（1336年） 建武の新政が崩壊すると匡遠は北朝にあって官務（左大史上首）に就任し、貞和5年/正平4年（1349年）壬生流として初めて従四位下への昇叙後も引き続き左大史に留任するなど、約30年に亘って官務の地位を維持して大宮流を抑えて発展し、壬生官務家の地位を固めた。のち、小槻氏の氏人として初めて正四位上に昇っている。
貞治5年/正平21年（1366年）5月4日卒去。

## 人物
太政官実務の先例や典礼に精通していたことから、周囲から重んじられた。日記『匡遠宿禰記』が断簡であるが現在に伝わっている。

## 官歴
- 正和5年（1316年） 8月：主殿頭[3]
- 文保2年（1318年） 2月12日：正五位下[4]
- 元応2年（1320年） 2月：兼能登権介[3]
- 元亨3年（1321年） 3月：左大史[5]
- 嘉暦元年（1326年） 8月27日：見記録所寄人
- 時期不詳：正五位上
- 建武2年（1335年） 8月26日：見造東大寺長官正五位上行主殿頭兼左大史[6]
- 建武3年（1336年） 日付不詳：官務[1]
- 康永3年/興国4年（1344年） 正月25日：備前介[7]
- 貞和5年/正平4年（1349年） 9月23日：従四位下、左大史如元[7][8]
- 時期不詳：正四位上[1]
- 貞治5年/正平21年（1366年） 5月4日：卒去[1]

## 系譜
『系図纂要』による。
- 父：小槻千宣
- 母：不詳
- 生母不詳の子女
  - 男子：小槻兼治（?-1418）
  - 男子：小槻景実